# Soca Twins
Soca Twins sind ein Soundsystem aus Berlin, bestehend aus dem DJ Franky Fire und dem MC Boone Chatta. Soca Twins wurden 2002 gegründet und gelten als erstes Soca-Soundsystem aus Deutschland.

## Karriere
Franky Fire legte seit 2001 Soca bei der Radio-Fritz-Partyreihe United Colors of Soundsystem auf. 2002 gründete er mit DJ Chris the Rock die Soca Twins. Ab Mai 2002 veranstaltete das Duo Soca-Tanzabende in Berlin. 2003 verließ Chris the Rock die Soca Twins, um sich auf sein seit 2001 bestehendes, eher auf Reggae und Dancehall fokussiertes Projekt Rocketeer Sound zu konzentrieren. Er wurde durch MC Tommy ersetzt. Ende 2003 gründete das Duo das Musiklabel Soca Twins Productions. 2005 stieß MC Boone Chatta zu den Soca Twins, die dadurch zum Trio anwuchsen. Im selben Jahr produzierte das Duo einen Mix für die Soca Show der BBC und legte beim Summerjam in Köln auf. Im Herbst 2005 verließ MC Tommy die Gruppe. 2006 traten die Soca Twins als erstes deutsches Soundsystem beim trinidadischen Karneval auf. Im Rahmen der Fußball-Weltmeisterschaft 2006 in Deutschland traten mehrere trinidadische Socastars wie Machel Montano oder Destra Garcia in Deutschland auf; als Soundsystem traten dabei die Soca Twins auf.
Durch Auftritte in den USA, Kanada, Trinidad, Bermuda, England, Italien, Schweden, Österreich, der Schweiz, Russland, der Slowakei und den Niederlanden sind Soca Twins international bekannt geworden. In überregionalen Medien wurden sie bereits als einer „der weltbesten Soca Sounds“ mit „Kultstatus“ bezeichnet.
Bei den International Soca Awards 2011 in Port of Spain gewannen Soca Twins den Award als „International Soca DJ of the Year“, nachdem sie zum sechsten Mal in Folge nominiert waren. Ihr Soca-Mix Addicted 2 Soca gewann 2008 in der Kategorie „Best Soca DJ Mix“. Damit sind Soca Twins die ersten Europäer, die internationale Anerkennung in der Soca-Szene erhielten.

## Diskografie (Auszug)

### Alben
- 2004: Carnival Iz 'Bout This (Soca Twins Productions)
- 2005: Trinidad on Fire (Yard Music)
- 2007: De Trini In Meh Vol. 1 (SoulForce)

### Kompilationsbeiträge
- 2012: Riddim CD #61 (Track Dub Plate Mix)
- 2017: Riddim CD #88 (Track Dubplate Mix)